# Hygropoda lineata
Hygropoda lineata är en spindelart som först beskrevs av Tord Tamerlan Teodor Thorell 1881.  Hygropoda lineata ingår i släktet Hygropoda och familjen vårdnätsspindlar. Inga underarter finns listade i Catalogue of Life.